# Euphranta hardyi
Euphranta hardyi är en tvåvingeart som beskrevs av Allen L.Norrbom och Albany Hancock 2004. Euphranta hardyi ingår i släktet Euphranta och familjen borrflugor.
Artens utbredningsområde är Nya Kaledonien. Inga underarter finns listade i Catalogue of Life.